# Sogong-dong
Sogong-dong (koreanska: 소공동)  är en stadsdel i stadsdistriktet Jung-gu i Sydkoreas huvudstad Seoul. I Sogong-dong ligger palatset Deoksugung.